# Viburnum opulus
Călinul (Viburnum opulus) este o specie de plantă din genul Viburnum, familia Adoxaceae. Este un arbust originar din America, Asia și Europa, poate atinge o înălțime de 4 metri și este folosit de multe ori ca plantă ornamentală pentru grădină.